# فندق القناة

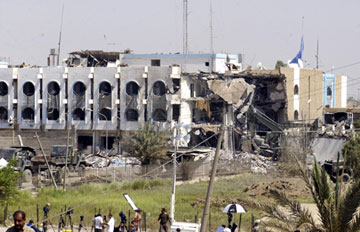
فندق القناة(مقر الأمم المتحدة) بعد ان تم تفجيره عام 2003

فندق القناة يقع في جانب الرصافة من بغداد، وسمي بهذا الاسم كونه يقع على شارع القناة (قناة الجيش) قرب مجمع عمارات زيونه السكنية. تحول الفندق في تسعينيات القرن الماضي إلى مكان لتدريب طلاب معهد السياحة والفندقة، إلى أن أصبح مقرا للأمم المتحدة حيث تعرض لتفجير كبير راح ضحيته سيرجيو دي ميلو المبعوث الأممي. تعرض الفندق لدمار كبير بحيث سقط الجزء الشمالي منه، ولا يزال الفندق مهدم وعلى حاله منذ ذلك التفجير.

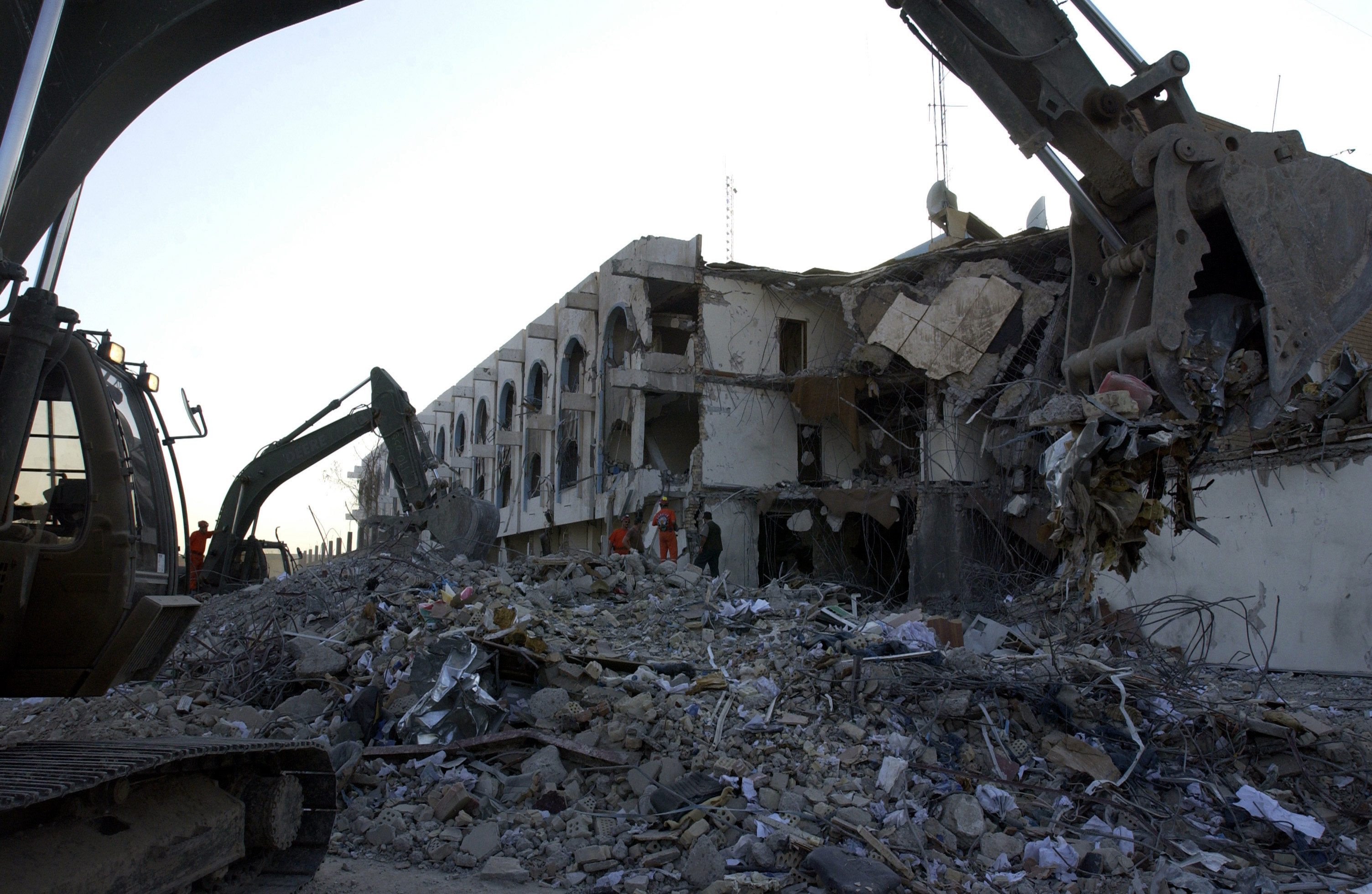
جرافة تقوم بأزالة ركام مقر الأمم المتحدة (فندق القناة)

1. ↑  مذكور في: جيونيمز. الوصول: 7 أبريل 2015. لغة العمل أو لغة الاسم: الإنجليزية. تاريخ النشر: 2005.